# Беликова, Нина Викторовна
Беликова Нина Викторовна (6 ноября 1913, Санкт-Петербург — 27 сентября 2000, Москва) — артистка балета, педагог. Заслуженный деятель искусств Чувашской АССР (1966).

## Биография
1932 — закончила Ленинградское хореографическое училище (класс А. Я. Вагановой).
В 1932-59 — артистка Ленинградского государственного академического театра оперы и балета имени Кирова.
1939-41 и 1951-70 (с перерывами) — работала педагогом в театре
1933-38 и 1959-70 — в Ленинградском хореографическом училище
19 мая 1967 года — состоялась премьера первого балетного спектакля в Чувашии — «Жизель» Адана, который идёт на сцене Чувашского театра оперы и балета до сих пор.
кроме Alma-Mater Нина Викторовна Беликова преподавала классический танец:
- 1970-73 — в Московском хореографическом училище
- 1973-77 — в театре города Лодзь
- 1980-85 — в Берлине.
- 1979 — в Свердловском театре оперы и балета. Тогда же при участии Беликовой состоялась премьера новой редакции балета Э. Дельдеве, Л. Минкуса «Пахита».
- 1986-87 — педагог-репетитор в Театре им. Станиславского и Немировича-Данченко.
- с 1987 — педагог в Рижском хореографическом училище.
- 1990-99 педагог балетной школы (Лодзь)[источник не указан 527 дней]

## Ученицы
- Ольга Искандерова (выпуск 1962 года)
- Аннэлина Каширина (выпуск 1962 года)
- Алиса Строгая (выпуск 1962 года)
- Людмила Филина[4] (выпуск 1962 года)
- Светлана Ефремова[5] (выпуск 1966 года, первая чувашская балетная студия ЛХУ)[6]
- Лариса Ивановская[7](выпуск 1966 года, первая чувашская балетная студия ЛХУ)
- Галина Васильева[8] (выпуск 1966 года, первая чувашская балетная студия ЛХУ)
- Людмила Семеняка[9][10][11][12] (выпуск 1970 года)
- Галина Мезенцева[13] (выпуск 1970 года)
- Елена Голикова (выпуск 1974 года)
- Алла Артюшкина-Ханиашвили[14] (выпуск 1974 года)
- Юлия Гурвич[15]